# Casa de la calidad

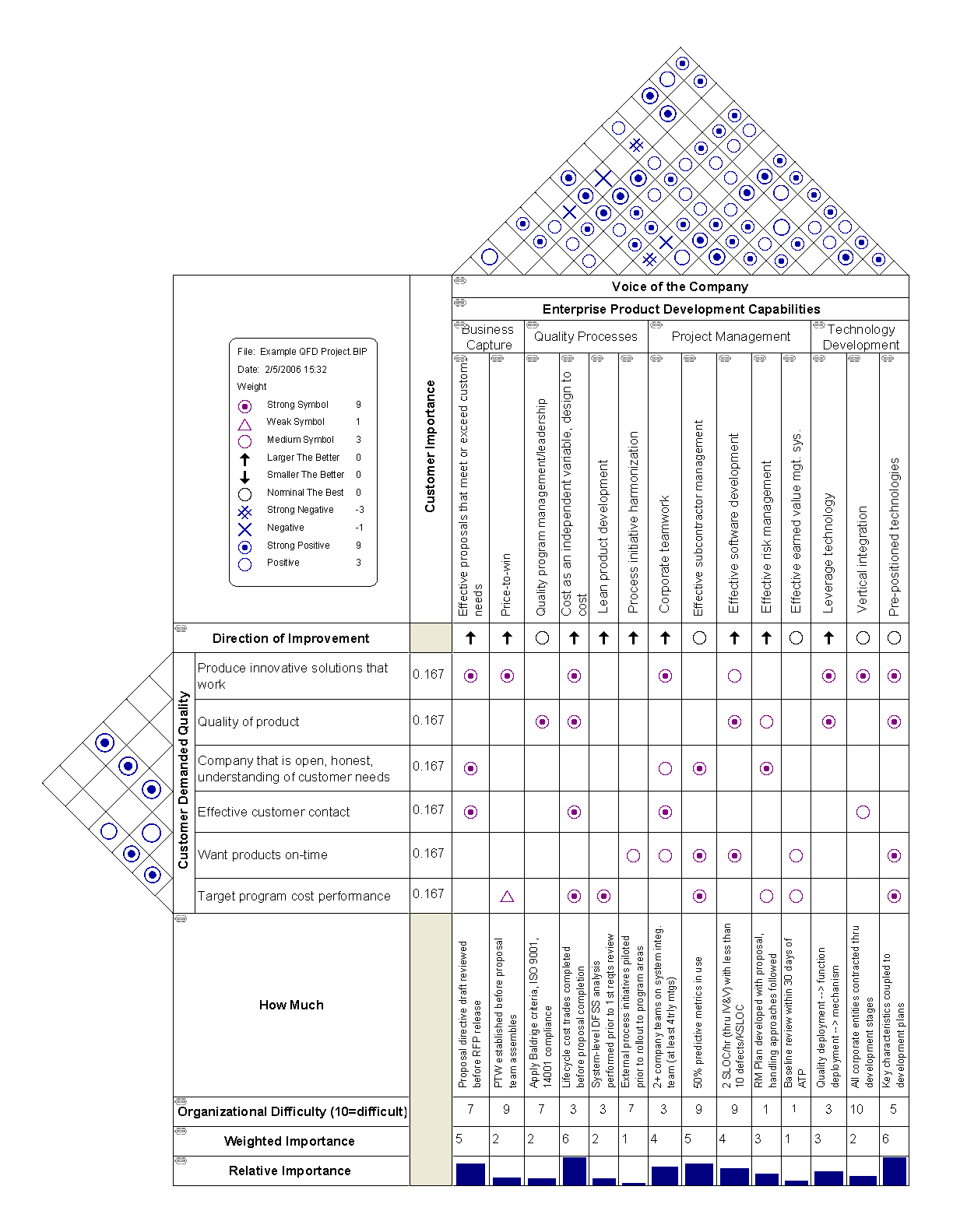
Casa de la Calidad QFD para procesos de desarrollo de productos empresariales

La Casa de la Calidad es un diagrama, que se asemeja a una casa, utilizado para definir la relación entre los deseos de los clientes y las capacidades de las empresas/productos. Se trata de una parte del Despliegue de la función calidad (QFD) y se utiliza una matriz de planificación para relacionar lo que el cliente quiere contra cómo una empresa (que produce los productos) va a cumplir esas necesidades. Se parece a una casa con una "matriz de correlación", como su techo, los deseos del cliente frente a las características del producto como la parte principal, la evaluación de la competencia como el porche etc Se basa en "la creencia de que los productos deben ser diseñados para reflejar los deseos de los clientes y sus gustos ". también se ha informado que aumenta la integración funcional cruzada dentro de las organizaciones que la utilizan, sobre todo entre el marketing, la ingeniería y la fabricación.
La estructura básica es una tabla con "qué" como las etiquetas de la izquierda y "cómo" en la parte superior. El techo es una matriz diagonal de "cómos vs cómos" y el cuerpo de la casa es una matriz de "Que vs cómos". Ambas de estas matrices están llenos de indicadores de si la interacción del elemento específico es un fuerte positivo, una fuerte negativa, o algo intermedio. Anexos adicionales en la parte derecha e inferior tienen los "porqués" (estudios de mercado, etc) y los "Cuántos ". Las clasificaciones basadas en los porqués y las correlaciones se pueden utilizar para calcular las prioridades de los cómos.
El análisis de la Casa de calidad también puede conectarse en cascada, con el "cómo" de un nivel convirtiéndose en los "qué" de un nivel inferior, ya que al avanzar las decisiones se acercan a los detalles de ingeniería / fabricación.
Existe un tutorial de Flash que muestra el proceso de construcción de la "Casa de la Calidad" QFD tradicional (HOQ).